# Cheiracanthium halophilum
Cheiracanthium halophilum là một loài nhện trong họ Miturgidae.
Loài này thuộc chi Cheiracanthium. Cheiracanthium halophilum được miêu tả năm 1994 bởi Joachim Schmidt & Piepho.